# Jean-Baptiste Lefebvre
Joannes Baptista (Jean Baptiste) Lefebvre (Ninove, 28 september 1752 - Aalst, 31 december 1815) was een Zuid-Nederlands rentenier en politicus.

## Levensloop
Hij werd geboren in het geslacht Lefebvre. Zijn vader Albert Joseph Lefebvre, schepen te Ninove, was in 1755 in de adel opgenomen door keizerin Maria Theresia. Van opleiding was Jean-Baptist Lefebvre licentiaat in de rechten. Hij was gehuwd met Isabelle Lenaert met wie hij zes zoons had, waaronder Albert Lefebvre. Hij was rentenier.
Hij was achtereenvolgens schepen en burgemeester van Geraardsbergen. Van 1789 tot 1794 was hij vervolgens schepen van Aalst. In 1805 werd hij opnieuw raadslid van deze stad en kort voor de vereniging met het Verenigd Koninkrijk der Nederlanden (Congres van Wenen) tot zijn overlijden in 1815 was hij aldaar meier.